# Élections fédérales canadiennes de 2015
Les élections fédérales canadiennes de 2015 ont lieu le 19 octobre 2015 afin d'élire la 42e législature du Parlement du Canada.
Le scrutin voit le Parti libéral de Justin Trudeau, fils de l'ancien premier ministre Pierre Elliott Trudeau, remporter une majorité des sièges de la Chambre des communes. Les libéraux ont gagné en popularité tout au long de la campagne électorale en concurrençant notamment le Nouveau Parti démocratique de Tom Mulcair, qui formait l'opposition officielle depuis 2011 et a commencé la campagne en tête des intentions de vote. Le premier ministre conservateur Stephen Harper, qui tentait de remporter un quatrième mandat consécutif malgré une popularité affectée par un ralentissement de l'économie et plusieurs scandales pendant son mandat, est défait après plus de neuf années au pouvoir. Son parti forme l'opposition officielle.

## Contexte

### Parlement sortant
| Parti   | Parti                      | Chef                 | Sièges | Sièges |
| ------- | -------------------------- | -------------------- | ------ | ------ |
| Parti   | Parti                      | Chef                 | 2011   | Diss.  |
|         | Parti conservateur         | Stephen Harper       | 166    | 159    |
|         | Nouveau Parti démocratique | Thomas Mulcair       | 103    | 95     |
|         | Parti libéral              | Justin Trudeau       | 34     | 36     |
|         | Indépendant                | Indépendant          | 0      | 8      |
|         | Bloc québécois             | Gilles Duceppe       | 4      | 2      |
|         | Parti vert                 | Elizabeth May        | 1      | 2      |
|         | Forces et Démocratie       | Jean-François Fortin | —      | 2      |
| Vacants | Vacants                    | Vacants              | —      | 4      |
| Total   | Total                      | Total                | 308    | 308    |

### Calendrier électoral
En 2006, le Parlement a adopté un amendement à la Loi électorale qui oblige les élections à avoir lieu le troisième lundi d'octobre dans la quatrième année civile qui suit les précédentes élections. En vertu de cette disposition, les élections sont normalement prévues le 19 octobre 2015. Toutefois, la loi prévoit deux exceptions :
- si la date prévue entre en conflit avec des élections provinciales, territoriales ou municipales ou bien une fête culturelle ou religieuse, le directeur général des élections peut recommander au gouverneur général de reporter la date d'un jour ou d'une semaine ; dans ce cas, le gouverneur général en conseil doit le faire au plus tard le 1er août 2015
- la loi ne restreint pas le pouvoir du gouverneur général de dissoudre la Chambre lorsqu'il le juge opportun[3] ; ainsi, des élections anticipées peuvent donc toujours être déclenchées à la demande du premier ministre, soit de sa seule volonté (par exemple pour les élections de 2008) soit parce qu'il a perdu la confiance de la Chambre (par exemple pour les élections de 2011).

Ainsi, en 2014, des rumeurs circulent disant que le premier ministre s'apprêterait à déclencher des élections anticipées au printemps 2015. Finalement, Stephen Harper convoque bien des élections pour le 19 octobre 2015 mais choisit de demander au gouverneur général David Johnston de dissoudre le Parlement dès le 2 août 2015, provoquant une campagne électorale de 78 jours, soit la plus longue jamais organisée.
La date limite pour le dépôt des candidatures est le 28 septembre 2015.
Le vote par anticipation a lieu du 9 au 12 octobre 2015. Le jour du vote est le 19 octobre 2015 et les bureaux de vote sont ouverts :
- de 8 h 30 à 20 h 30 dans les fuseaux horaires de Terre-Neuve, de l’Atlantique ou du Centre ;
- de 9 h 30 à 21 h 30 dans le fuseau horaire de l’Est ;
- de 7 h 30 à 19 h 30 dans le fuseau horaire des Rocheuses ;
- de 7 h à 19 h dans le fuseau horaire du Pacifique.

### Redécoupage électoral
La Loi sur la représentation équitable adoptée en 2011 a augmenté le nombre de sièges de la Chambre des communes à 338 (30 sièges de plus que précédemment).
Ces 30 nouveaux sièges ont été attribués afin de tenir compte des changements de population. Ainsi, 15 nouveaux sièges ont été attribués à l'Ontario (principalement autour de Toronto), 6 à l'Alberta, 6 à la Colombie-Britannique et 3 au Québec (dans la grande région de Montréal).
En plus des sièges créés, les limites de 87 % des circonscriptions ont été modifiées, y compris dans les provinces qui n'ont pas de nouveaux sièges. Ainsi, l'ensemble des 14 circonscriptions de la Saskatchewan ont été modifiées.

### Financement électoral
La Loi électorale du Canada impose des limites aux sommes que peuvent dépenser un parti politique et ses candidats lors des campagnes électorales. Ce plafond ne s'impose qu'à partir du moment où la campagne est ouverte (dissolution du Parlement) et est calculé par circonscription proportionnellement à la population et à la durée de la campagne. Ainsi, pour les élections de 2015 un parti politique qui présente des candidats dans les 338 circonscriptions ne peut dépenser plus de 54 475 840 dollars et l'ensemble de ses candidats pas plus de 73 611 590 dollars,. Les dépenses des candidats qui obtiennent au moins 10 % dans leur circonscription sont remboursées à 60 % et les dépenses des partis qui obtiennent au moins 2 % des voix nationalement (ou 5 % des voix dans les seules circonscriptions où ils se présentent) sont remboursées à 50 %.
La durée particulièrement longue de la campagne laisse présager que les élections de 2015 sont parmi les plus chères de l'histoire du Canada.
Dans le trimestre précédent le déclenchement de l'élection, le Parti conservateur a reçu 7,4 millions de dollars de dons, le NPD 4,5 millions de dollars et le Parti libéral 4,0 millions de dollars.

## Partis politiques

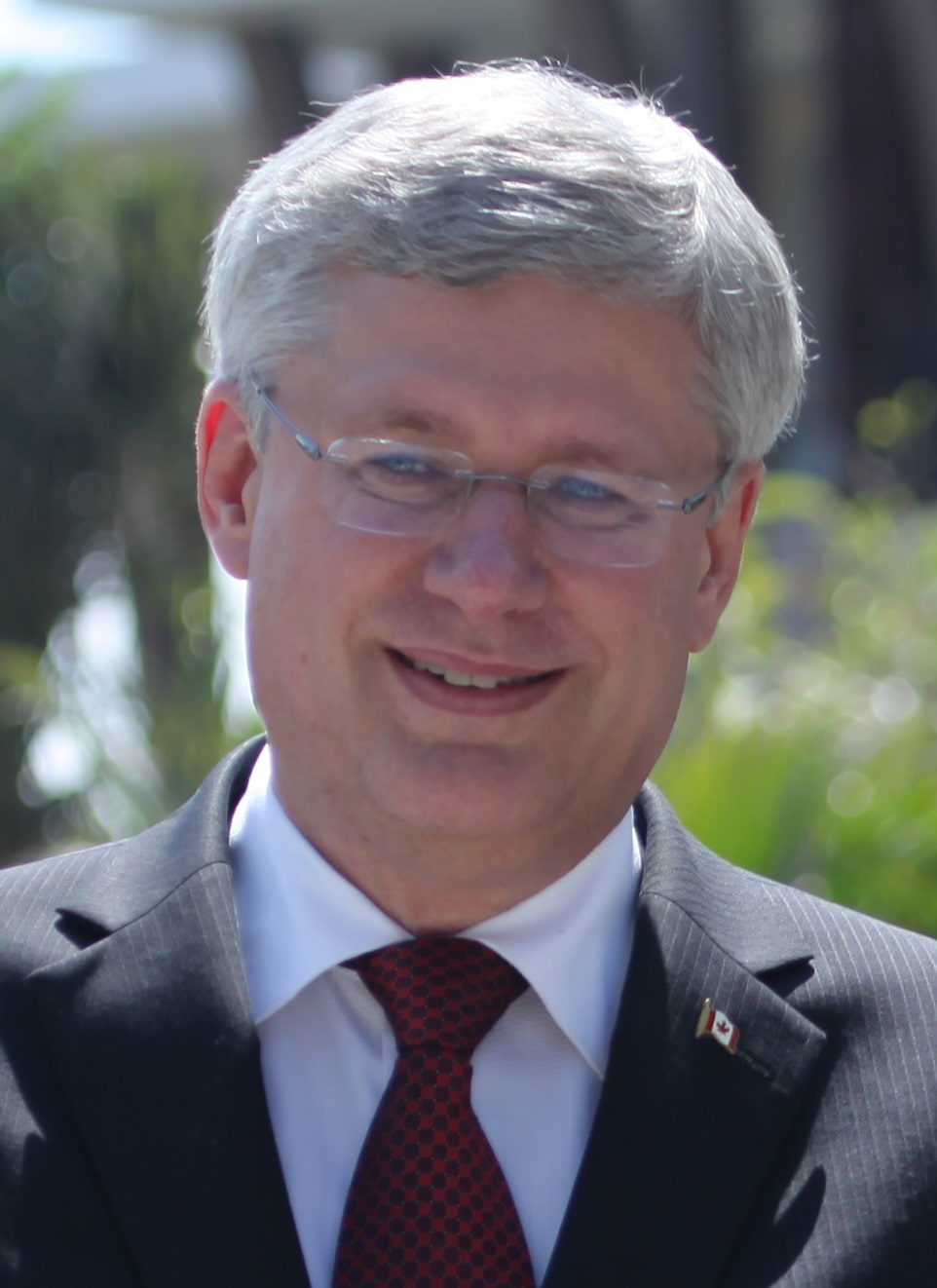
Stephen Harper, chef du Parti conservateur.
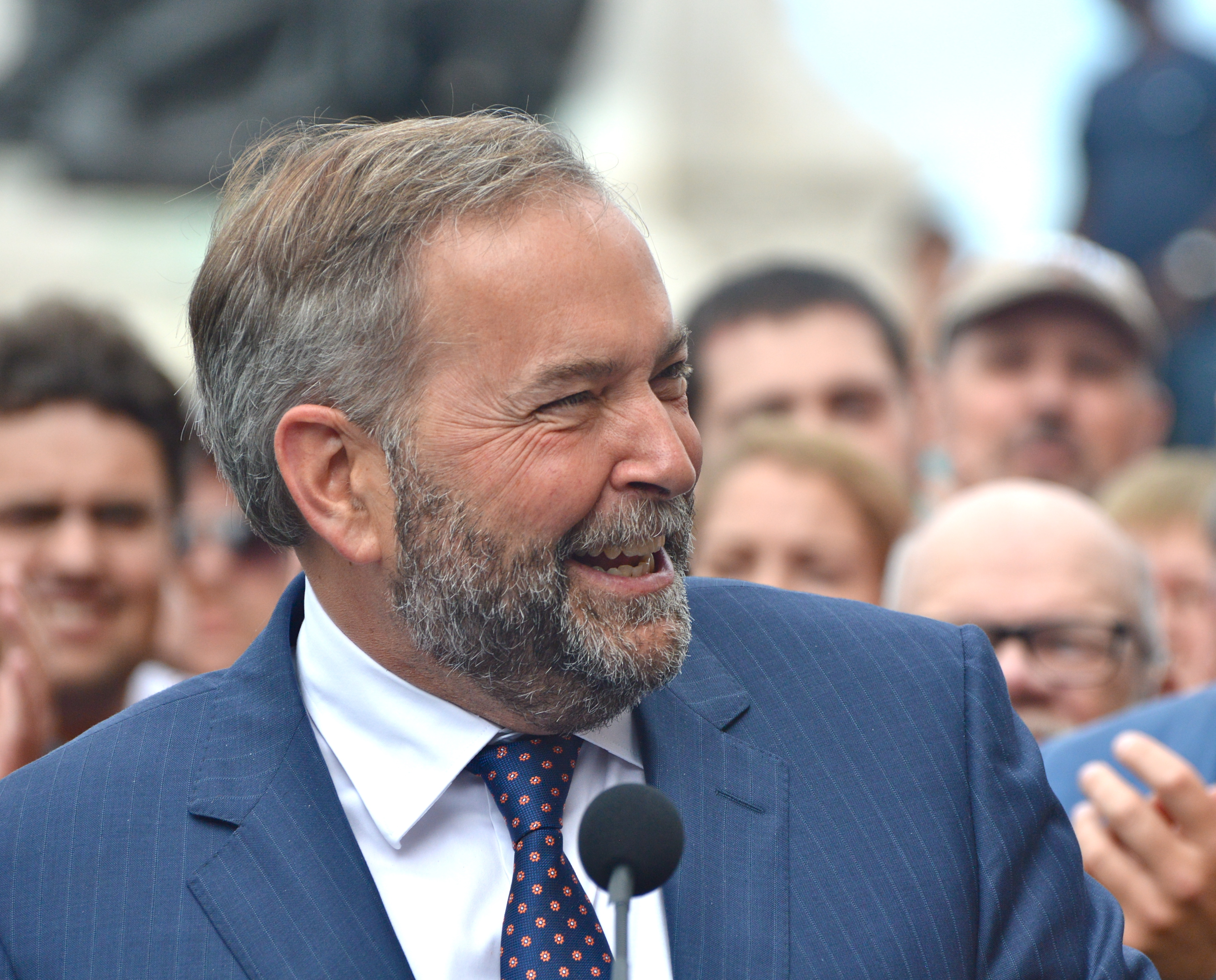
Thomas Mulcair, chef du NPD.
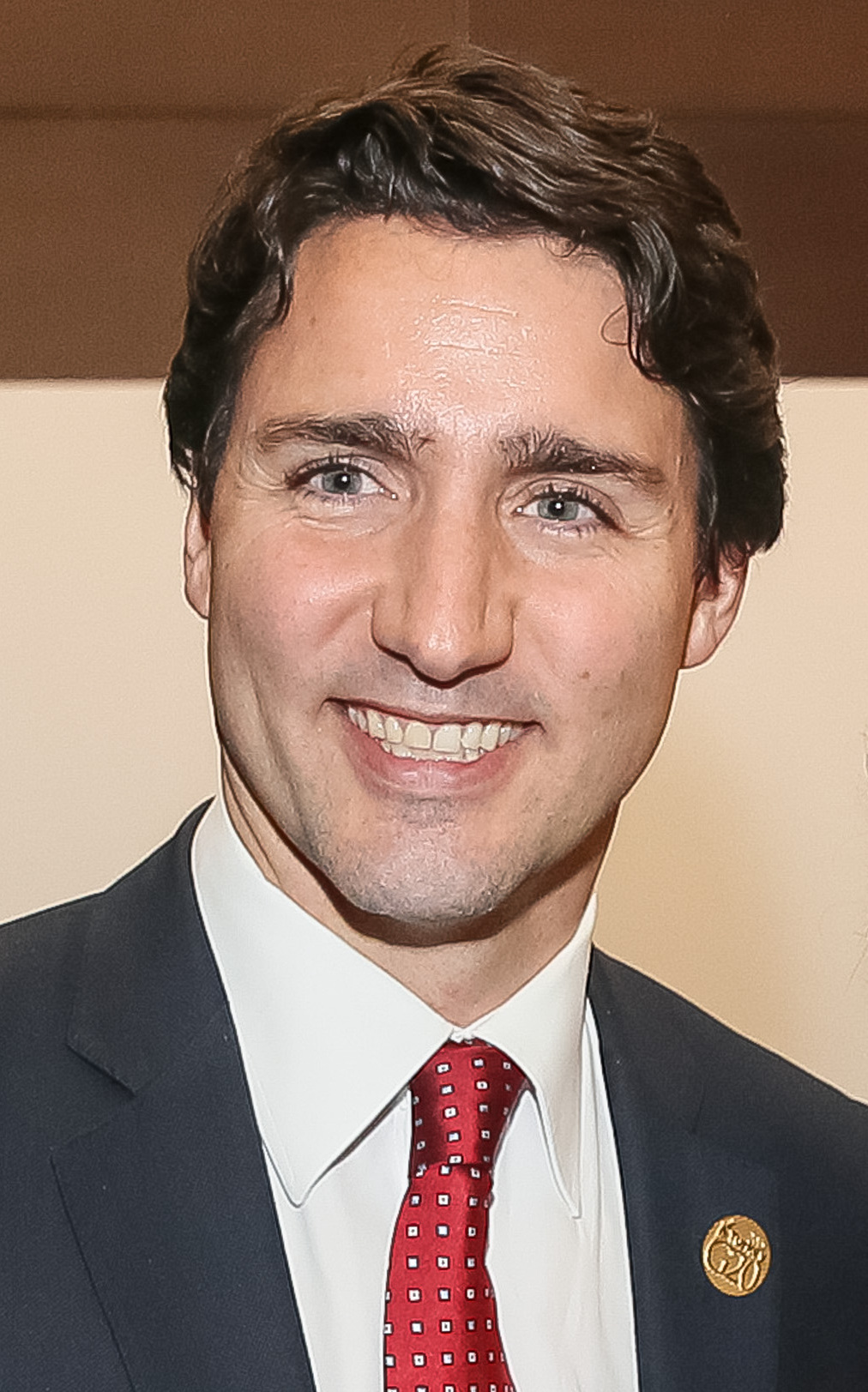
Justin Trudeau, chef du Parti libéral et premier ministre depuis 2015
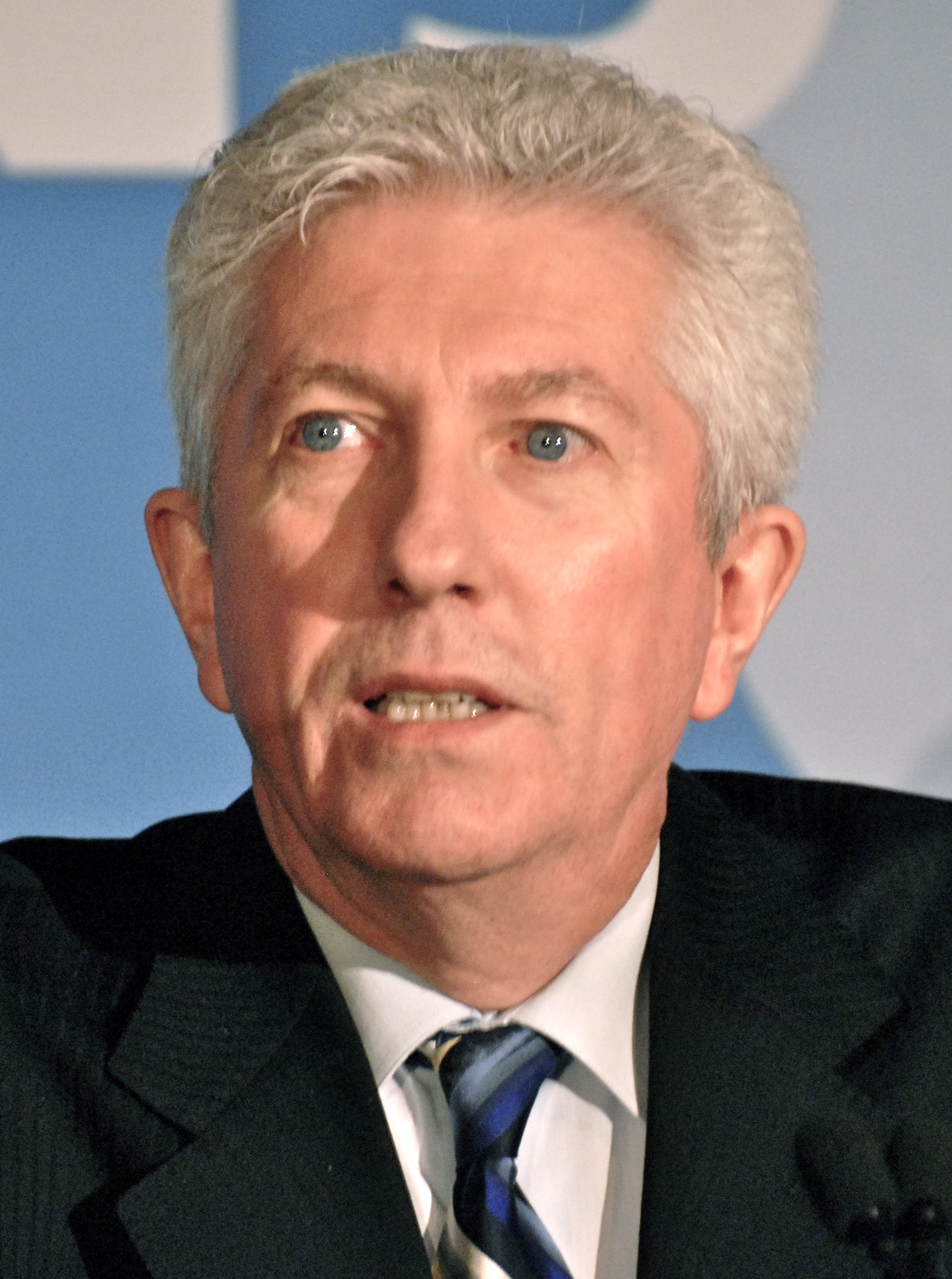
Gilles Duceppe est redevenu chef du Bloc québécois en juin 2015.
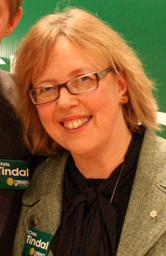
Elizabeth May est la chef du Parti vert depuis 2006.

### Parti conservateur
Le Parti conservateur, sous la conduite du premier ministre Stephen Harper, a remporté un mandat minoritaire en 2006 et 2008 puis majoritaire en 2011.
Pour remporter un nouveau mandat, les conservateurs comptent sur leur base, perçue comme plus fidèle que celle des autres partis, et tentent de mobiliser leurs électeurs de 2011, notamment sur les questions d'équilibre budgétaire et de sécurité. Stephen Harper met également en avant la conclusion d'une entente sur le partenariat transpacifique et s'attaque à la position du NPD et des libéraux concernant le port du niqab,.
Toutefois, les conservateurs ont été confrontés à plusieurs scandales au cours de leur dernier mandat alors que l'économie canadienne ralentit et ils sont moins populaires dans les sondages d'opinion alors que de nombreux électeurs souhaitent voir un changement à la tête du pays après plus de neuf années de pouvoir conservateur.
Finalement, les conservateurs ne remportent que 99 sièges et sont largement devancés par le Parti libéral. À la suite de l'élection, Stephen Harper démissionne de la direction du Parti conservateur.

### Nouveau Parti démocratique
Face aux conservateurs, le Nouveau Parti démocratique (NPD) forme l'opposition officielle depuis les élections de 2011. C'est la première fois que le NPD occupe cette position à la Chambre des communes, après avoir été constamment troisième ou quatrième parti depuis sa création.
Le chef néo-démocrate, Thomas (Tom) Mulcair, a été élu à la tête du parti en 2012 à la suite de la mort de Jack Layton.
Après la victoire surprise du NPD aux élections provinciales albertaines de mai 2015, le NPD est régulièrement en tête des sondages au niveau fédéral ce qui fait des élections de 2015 les premières où le parti — le plus à gauche des trois grands partis nationaux — pourrait remporter la victoire. 
Le NPD fait ainsi campagne sur le thème du changement tout en tentant de démontrer qu'il est crédible pour former un gouvernement fédéral. Ce positionnement modéré permet cependant au Parti libéral de se positionner comme le « vrai changement » par des propositions plus audacieuses. Le NPD est par ailleurs bousculé dans sa position dominante au Québec, où il est attaqué par les conservateurs et le Bloc québécois sur sa position sur le port du niqab lors des cérémonies de naturalisation.
En fin de campagne, les néo-démocrates mettent en avant leur opposition au partenariat transpacifique mais cela ne suffit pas à enrayer la baisse des soutiens. Au soir du scrutin, le NPD ne fait élire que 44 députés, ramenant le parti à la troisième position, alors que de nombreuses têtes d'affiche sont défaites.
Malgré ce mauvais résultat, Thomas Mulcair souhaite se maintenir à la tête du parti mais il perd en avril 2016 le soutien du congrès du NPD.

### Parti libéral
Depuis la défaite de Paul Martin en 2006, le score du Parti libéral a constamment baissé aux élections fédérales, jusqu'à terminer pour la première fois troisième derrière le NPD en 2011.
Les libéraux ont largement élu Justin Trudeau (le fils de l'ancien premier ministre Pierre Elliott Trudeau) à leur tête en 2013. Après son élection, le Parti libéral a connu un regain de popularité, arrivant régulièrement en tête des sondages mais, à partir du printemps 2015 il est surpassé de nouveau par les conservateurs et le NPD.
Face à cette situation, Trudeau, présenté comme jeune et inexpérimenté par ses concurrents, réussit une performance convaincante lors des débats. Les libéraux font, comme le NPD, campagne sur le thème du changement et tentent de se positionner comme le parti le plus opposé à Stephen Harper, quitte à apparaitre à la gauche des néo-démocrates. Trudeau promet ainsi de financer des infrastructures par un déficit, de taxer plus les riches ou d'annuler l'achat d'avions de chasse.
Ces positions permettent au Parti libéral de progresser tout au long de la campagne. Profitant de la dynamique, le parti réussit le jour du vote à remporter 184 sièges, soit 150 sièges de plus qu'en 2011, lui permettant de passer de la troisième position à un gouvernement majoritaire.

### Autres partis
Après avoir dominé le Québec lors de chaque élection fédérale de 1993 à 2008, le parti souverainiste du Bloc québécois a été balayé par le NPD en 2011, ne remportant que 4 sièges. Depuis, le Bloc québécois a perdu 2 députés et connu deux chefs différents (Daniel Paillé et Mario Beaulieu) avant que, face aux mauvais sondages, Gilles Duceppe qui avait démissionné en 2011 ne reprenne la tête du parti en juin 2015. Le Bloc québécois espère ainsi durant la campagne reprendre le terrain perdu face au NPD en se positionnant comme seul capable de « défendre les intérêts des Québécois et des Québécoises » et jugeant la possible défaite du gouvernement conservateur comme « un faux débat ». Duceppe fait ainsi de l'interdiction du port du niqab dans les cérémonies de naturalisation et les services publics une priorité de son parti en attaquant la position du NPD à ce sujet. Le parti remporte six sièges de plus — en profitant de la baisse du NPD — mais réalise un score en voix encore plus faible qu'en 2011. Gilles Duceppe lui-même est de nouveau battu dans Laurier—Sainte-Marie par le NPD. Duceppe démissionne quelques jours plus tard du poste de chef du Bloc québécois, pour la seconde fois.
Le Parti vert avait remporté son premier siège lors d'élections générales en 2011 : celui de sa chef Elizabeth May à Saanich—Gulf Islands. Le parti a gagné un second député en 2013, lorsqu'il a été rejoint par Bruce Hyer, précédemment élu sous la bannière du NPD en 2011. Celui-ci n'est toutefois pas réélu dans Thunder Bay—Superior-Nord et May demeure la seule députée du parti.
Enfin, Forces et Démocratie dispose au moment de la dissolution de la chambre de deux sièges, ceux de Jean-François Fortin et de Jean-François Larose, respectivement élus sous la bannière du Bloc québécois et du NPD et qui ont fondé un nouveau parti en 2014. Ils ne présentent toutefois que 17 candidats qui sont tous battus.
|                 | Bloc québécois         | Parti vert du Canada                                                    | Forces et Démocratie                 |
| --------------- | ---------------------- | ----------------------------------------------------------------------- | ------------------------------------ |
| Chef            | Gilles Duceppe         | Elizabeth May                                                           | Jean-François Fortin                 |
| Députés en 2011 | 4                      | 1                                                                       | 0                                    |
| Candidats       | 78                     | 336                                                                     | 17                                   |
| Slogans         | « On a tout à gagner » | « Un Canada qui travaille. Ensemble » « A Canada that works. Together » | « Allier les forces de nos régions » |
| Résultats       |                        |                                                                         |                                      |
| Députés élus    | 10                     | 1                                                                       | 0                                    |
| Voix            | 818 557                | 601 461                                                                 | 8 298                                |
| Pourcentage     | 4,7 %                  | 3,4 %                                                                   | 0,0 %                                |

En tout, 18 partis sont enregistrés auprès d'Élections Canada.

## Candidats

### Députés qui ne se représentent pas
Environ un cinquième des députés sortants ne se représentant pas, soit plus que dans toutes les élections fédérales depuis 2004. Des députés conservateurs particulièrement connus, comme James Moore, John Baird ou Peter MacKay, ont notamment choisi de ne pas être de nouveaux candidats.
Conservateurs
- Diane Ablonczy, Calgary Nose Hill, Alberta[30]
- Mike Allen, Tobique—Mactaquac, Nouveau-Brunswick[31]
- Rob Anders, Calgary-Ouest, Alberta[32]
- Leon Benoit, Vegreville—Wainwright, Alberta[33]
- Ray Boughen, Palliser, Saskatchewan[34]
- Garry Breitkreuz, Yorkton—Melville, Saskatchewan[35]
- Rod Bruinooge, Winnipeg-Sud, Manitoba[36]
- Patricia Davidson, Sarnia—Lambton, Ontario[37]
- Barry Devolin, Haliburton—Kawartha Lakes—Brock, Ontario[38]
- Shelly Glover, Saint-Boniface—Saint-Vital, Manitoba[39]
- Peter Goldring, Edmonton-Est, Alberta[40]
- Dick Harris, Cariboo—Prince George, Colombie-Britannique[41]
- Laurie Hawn, Edmonton-Centre, Alberta[42]
- Russ Hiebert, Surrey-Sud—White Rock—Cloverdale, Colombie-Britannique[43]
- Randy Kamp, Pitt Meadows—Maple Ridge—Mission, Colombie-Britannique[44]
- Gerald Keddy, South Shore—St. Margaret's, Nouvelle-Écosse[45]
- Greg Kerr, Nova-Ouest, Nouvelle-Écosse[46]
- Ed Komarnicki, Souris—Moose Mountain, Saskatchewan[47]
- Peter MacKay, Nova-Centre, Nouvelle-Écosse[48]
- Colin Mayes, Okanagan-Nord—Shuswap, Colombie-Britannique[49]
- James Moore, Port Moody—Westwood—Port Coquitlam, Colombie-Britannique[50]
- Rick Norlock, Northumberland—Quinte West, Ontario[51]
- Gordon O'Connor, Carleton—Mississippi Mills, Ontario[52]
- Christian Paradis, Mégantic—L'Érable, Québec[39]
- LaVar Payne, Medicine Hat, Alberta[53]
- Joe Preston, Elgin—Middlesex—London, Ontario[54]
- James Rajotte, Edmonton—Leduc, Alberta[55]
- Gary Schellenberger, Perth—Wellington, Ontario[56]
- Joy Smith, Kildonan—St. Paul, Manitoba[57]
- Brian Storseth, Westlock—St. Paul, Alberta[58]
- Maurice Vellacott, Saskatoon—Wanuskewin, Saskatchewan[59]
- Lynne Yelich, Blackstrap, Saskatchewan[60]

Néo-démocrates
- Alex Atamanenko, Colombie-Britannique-Southern Interior, Colombie-Britannique[61]
- Tyrone Benskin, Jeanne-Le Ber, Québec[62]
- Tarik Brahmi, Saint-Jean, Québec[63]
- Chris Charlton, Hamilton Mountain, Ontario[64]
- Joe Comartin, Windsor—Tecumseh, Ontario[65]
- Jean Crowder, Nanaimo—Cowichan, Colombie-Britannique[66]
- Libby Davies, Vancouver-Est, Colombie-Britannique[67]
- Réjean Genest, Shefford, Québec[68]
- Yvon Godin, Acadie—Bathurst, Nouveau-Brunswick[69]
- Pierre Jacob, Brome—Missisquoi, Québec[70]
- Alexandrine Latendresse, Louis-Saint-Laurent, Québec[71]
- Marc-André Morin, Laurentides—Labelle, Québec[72]
- Marie-Claude Morin, Saint-Hyacinthe—Bagot, Québec[73]
- Francine Raynault, Joliette, Québec[74]

Libéraux
- Eve Adams, Mississauga—Brampton-Sud, Ontario (élue en tant que conservatrice)[75]
- Gerry Byrne, Humber—St. Barbe—Baie Verte, Terre-Neuve-et-Labrador[76]
- Irwin Cotler, Mount Royal, Québec[77]
- Ted Hsu, Kingston et les Îles, Ontario[78]
- Lise St-Denis, Saint-Maurice—Champlain, Québec (élue en tant que NPD)[31]
- Frank Valeriote, Guelph, Ontario[79]

Bloquistes
- Claude Patry, Jonquière—Alma, Québec (élu en tant que NPD)[80]

Indépendants
- André Bellavance, Richmond—Arthabaska, Québec (élu en tant que BQ)[81]
- Sana Hassainia, Verchères—Les Patriotes, Québec (élue en tant que NPD)[82]
- James Lunney, Nanaimo—Alberni, Colombie-Britannique (élu en tant que conservateur)[83]
- Massimo Pacetti, Saint-Léonard—Saint-Michel, Québec (élu en tant que libéral)[84]

## Campagne

### Communication
L’élection canadienne de 2015 est caractérisée par le déploiement de stratégie de communication numérique, qui diffère des campagnes antérieures. Les technologies offertes aux différents partis permettent à ceux-ci d’accroître la précision du déploiement de leurs campagnes publicitaires. L’élection « confirme l'arrivée de l'ère de la politique de la base de données au Canada. » L’utilisation des données numériques est une stratégie que les 3 principaux partis utilisent. Pour la première fois de l’histoire électorale canadienne, le Parti conservateur , le Parti libéral et le Nouveau Parti démocratique disposent de bases de données contenant l’information nécessaire pour leur permet de préciser la diffusion des messages électoraux en fonction du type d’électeur qu’ils souhaitent atteindre. Ces bases de données contenant de l’information personnelle sont principalement composées d’information offerte par Élection Canada. Toutefois, les entités politiques canadiennes surent garnir ces bases de données en récoltant certaines données sur les électeurs de façon manuelle, par le moyen d’application dûment adaptée. On parle ici de Mini Van chez les libéraux, Populus chez les NPD et Cism to Go chez les conservateurs. Au cours des 11 semaines de campagne, que ce soit au terme de porte-à-porte ou d’appels ciblés, lorsqu’un parti engage une conversation avec un électeur, celui-ci récolte des informations ayant un fort potentiel d’être exploitées. L’ethnicité, la classe sociale, l’occupation quotidienne sont toutes des informations qui permettent à un parti d’adapter son discours en fonction du type d’enjeux qui préoccupent ces électeurs. L’objectif d’une telle approche diffère d’un parti politique à l’autre, mais ceux-ci l’utilisent afin de fidéliser sa base électorale et de convaincre les électeurs susceptibles d’appuyer le parti le jour de l’élection. 

Bien que de posséder certaines données sur les électeurs canadiens soit une valeur en soi, il faut, par la suite, que les partis sachent optimiser son utilisation et en faire bon usage. En ce sens, durant la campagne, les partis bénéficiant d’une riche base de données utilisent différentes techniques de microciblage. En politique, il est entendu que le terme microciblage correspond à la segmentation faite lors de la diffusion d’un message. En plus d’utiliser cette technique, les partis politiques canadiens souhaitent prédire l’intention des électeurs pour ensuite les influencer. Or, chaque parti politique possède sa stratégie d’analyse prédictive ayant pour objectif de déterminer l’intention des électeurs. Par la suite, les résultats de leurs analyses permettent aux partis de déterminer qui sont leurs principaux électeurs, pour ensuite segmenter l’électorat canadien. Ces techniques de ciblage par points de données correspondent à une exposition récurrente à des informations personnalisées pour un électeur déterminé au préalable. Les partis misent sur la conception de messages personnalisés en utilisant les modèles algorithmiques qu’ils auront développés, plutôt que de miser sur des messages généraux. Pour atteindre leur électorat, les différents partis politiques canadiens utilisent les médias sociaux. Instagram, Facebook et Twitter sont des plateformes de prédilections pour eux, étant celles qui sont le plus utilisés lors de la campagne électorale. Ces plateformes permettent aux équipent de campagne soutenir le travail des équipes de terrain. Les libéraux l’ont rapidement compris en supportant le travail de leur chef Justin Trudeau. En plus du ciblage de l’électorat, tant le Parti conservateur, que le Parti libéral du Canada ainsi que le Nouveau Parti démocratique utilisent leurs techniques liées à l’utilisation de données pour s’assurer de disposer d’une base de bénévole assez solide. La mobilisation bénévole étant une difficulté de taille pour les partis politiques, ces nouvelles technologies proposent de nouvelles techniques qui aident grandement les partis dans le recrutement. De plus, ces technologies aident les différents partis politiques à obtenir le financement nécessaire pour réaliser une compagne comme celle-ci, lorsque son utilisation est faite de façon optimale. Toutefois, encore faut-il disposer d’une base électorale assez forte, comme peut démontrer le résultat électoral du nouveau parti démocratique. L’envoi massif de courriel personnalisé permet à ces derniers d’atteindre de nouvelles cibles. Bien qu’il s’agit de la première utilisation de façon massive de ces techniques dans un cadre électoral canadien, les partis utilisant ces stratégies bénéficient de la compétence qu’ils ont préalablement développée, en collaborant avec des firmes spécialisées dans l’analyse et l’utilisation des données à des fins marketings.

### Durée de la campagne
En demandant la dissolution du Parlement dès le 3 août 2015, Stephen Harper ouvre une campagne électorale de 78 jours, soit la plus longue de l'histoire du Canada. Le premier ministre justifie ce choix par le fait que la date des élections est connue et que les autres partis sont déjà en campagne. Il dit souhaiter que les partis mènent l'élection avec leurs propres fonds et « pas des fonds gouvernementaux, pas des fonds parlementaires ».
Ce choix est critiqué par les chefs de l'opposition qui y voient du cynisme et de la partisanerie. Les conservateurs sont notamment accusés de vouloir une campagne plus longue afin de profiter du fait qu'ils ont plus d'argent à dépenser que les autres partis. La justification donnée par Harper pour cette campagne est également contestée car la moitié des dépenses électorales des partis sont remboursés et qu'une campagne plus longue coutera donc plus cher aux contribuables : les 41 jours de campagne supplémentaires pourraient coûter 114 millions de dollars supplémentaires en remboursement de frais de campagne, auxquels s'ajoutent les frais supplémentaires d'organisation des élections par Élections Canada.

### Économie et déficit public

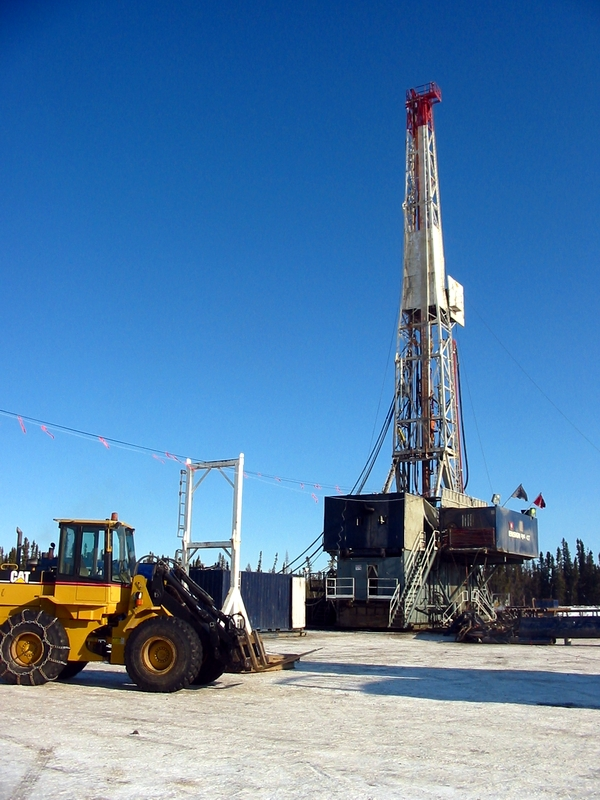
Selon Stephen Harper, le ralentissement économique est due à la chute du prix du pétrole.

La situation économique est un des principaux enjeux de la campagne : après la crise de 2008, l'économie canadienne a renoué temporairement avec la croissance mais est en contraction depuis le début de l'année 2015, notamment sous l'effet de la chute du prix du pétrole.
En lançant la campagne le 2 août 2015, Stephen Harper déclare que « La gestion de l'économie reste la priorité première » des conservateurs. Il souligne le bon bilan de son gouvernement et notamment que, depuis le creux de la crise économique de 2008, l'économie canadienne a créé 1,3 million d'emplois et qu'« il n'y a jamais eu plus de Canadiens et de Canadiennes au travail qu'aujourd'hui ». Selon Harper, les difficultés économiques depuis le début de l'année sont sans lien avec la politique conservatrice et sont à imputer à « l'instabilité politique dans le monde » et au « ralentissement en Chine, aux États-Unis ». Il propose de « continue[r] avec un programme discipliné […] qui comprend des baisses de taxes et des impôts ».
Ce bilan est toutefois contesté par l'opposition. Thomas Mulcair, qui fait de l'économie un des axes principaux de sa campagne, insiste sur le fait que le Canada compte 200 000 chômeurs de plus qu'avant la crise. Selon lui, Harper « a le pire bilan de croissance économique de tout premier ministre depuis les années 1960 ». Le NPD propose de « relancer l’économie et aider les Canadiens à retrouver du travail » notamment dans le secteur manufacturier, d'augmenter les retraites et de porter le salaire minimum fédéral à 15 dollars l'heure.
Les libéraux soutiennent quant à eux que le projet du NPD n'est pas crédible. Ils promettent de réduire les impôts de la classe moyenne et d'augmenter ceux des plus aisés tout en réduisant les allocations pour enfants pour les familles riches.
Le Parti libéral souhaite par ailleurs investir 65 à 125 milliards de dollars en infrastructures et annonce pour cela un déficit public de 10 milliards de dollars à résorber en trois ans. Cette proposition est critiquée par le NPD, qui accuse Justin Trudeau d'avoir changé d'avis sur le déficit. Tom Mulcair propose lui d'équilibrer le budget dès l'année prochaine. Quant à Stephen Harper, il juge que Justin Trudeau « ne sait pas de quoi il parle » quand il parle de finances publiques.

### Sécurité
Après la fusillade du 22 octobre 2014 à Ottawa, le gouvernement conservateur a fait adopter la loi antiterroriste (C-51) qui renforce notamment les pouvoirs des services de renseignement. Dans sa campagne, Harper souligne que « des gens et des groupes violents veulent tuer des Canadiens », se référent notamment aux actions de l'État islamique. Pour lui, la loi C-51 donne « aux agences de sécurité les moyens et les outils dont elles ont besoin pour contrer cette menace » et il critique l'opposition qui voudrait « affaiblir nos services de sécurité » et « retirer nos troupes [d'Irak] ».
Le Parti libéral a soutenu la loi C-51, malgré quelques critiques et la promesse de l'amender s'ils sont élus. Pour Justin Trudeau, la loi met en péril certaines libertés mais comporte plus d'aspects positifs que négatifs,.
À l'inverse, le NPD s'oppose à cette loi et promet de l'abroger. Selon les néo-démocrates, le texte n'est pas équilibré entre le besoin de protéger les Canadiens et la nécessité de préserver les libertés civiles. Ils jugent également que les mécanismes de surveillance des services de sécurité sont insuffisants,.
Le Parti vert est également opposé à la loi C-51 alors que le Bloc québécois a voté pour.

### Relations entre le gouvernement fédéral et les provinces

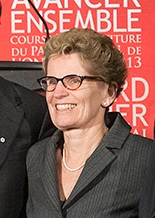
La première ministre libérale de l'Ontario fait activement campagne contre les conservateurs.

Le début de campagne est marqué par les relations tendues entre le premier ministre fédéral conservateur Stephen Harper et la première ministre libérale ontarienne Kathleen Wynne. Celle-ci s'offusque notamment que le gouvernement fédéral refuse de l'aider à mettre en place un régime de retraite provincial comme il en existe un au Québec, parlant d'une « relation dysfonctionnelle » avec le gouvernement Harper. Kathleen Wynne s'engage en apportant un soutien actif à la campagne du chef libéral fédéral Justin Trudeau,.
Harper réplique en sous-entendant que Wynne fait un mauvais travail et déclare que son plan de régime de retraite est une hausse d'impôt,. Il s'attaque par ailleurs au gouvernement néo-démocrate de l'Alberta, qualifiant sa politique de hausse des impôts sur les sociétés de « désastre ». La première ministre Rachel Notley défend son choix en rappelant que les Albertains ont voté à peine quelques mois plus tôt contre le gouvernement conservateur sortant et en qualifiant les attaques du premier ministre fédéral contre un gouvernement provincial d'« unusuelles ». Elle indique son soutien pour le NPD mais elle ne s'implique pas directement dans la campagne fédérale,.

### Autochtones

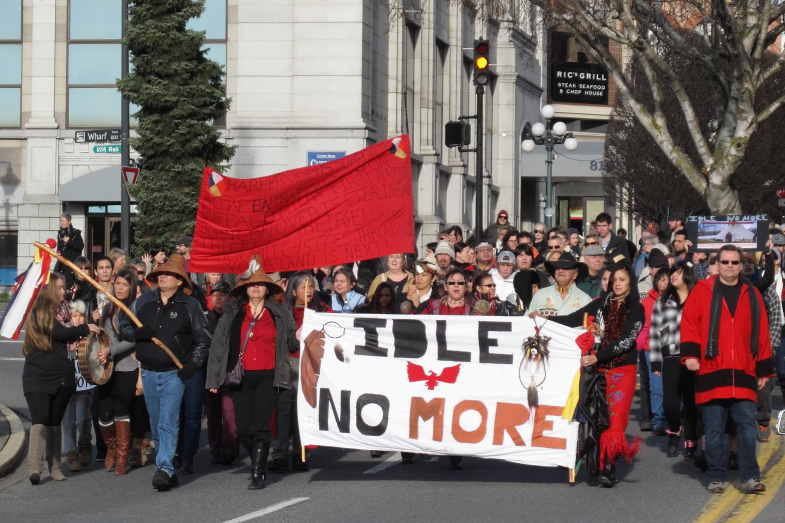
Manifestants d’Idle No More.

Selon l'Assemblée des Premières Nations, le vote des Autochtones pourrait faire basculer le résultat dans 51 circonscriptions alors que les partis d'opposition espèrent une participation accrue des électeurs autochtones pour défaire le Parti conservateur.
En effet, le gouvernement de Stephen Harper a eu des relations particulièrement difficiles avec les Premières Nations au cours de son mandat. En 2012/2013, il a notamment été confronté au mouvement Idle No More qui l'accusait notamment de violer les traités ancestraux.
Le gouvernement Harper a par ailleurs refusé la création d'une commission d’enquête sur les femmes autochtones disparues ou assassinées, malgré les demandes des représentants autochtones,, préférant donner des moyens aux enquêtes policières.
À l'inverse, Thomas Mulcair dénonce une « attitude de racisme rampant » et promet d'être « un premier ministre qui se soucie vraiment » des femmes autochtones et qu'un gouvernement NPD mettrait en place une telle commission dans ses 100 premiers jours. Le NPD souhaite également créer un comité au sein du cabinet pour le respect des traités avec les Premières Nations et engager des dépenses d'infrastructure et d'éducation.
Les promesses du Parti libéral incluent également des fonds pour l'éducation des Premières Nations et les autochtones qui font des études supérieures et la création d'une commission sur les femmes autochtones disparues.

### Procès de Mike Duffy

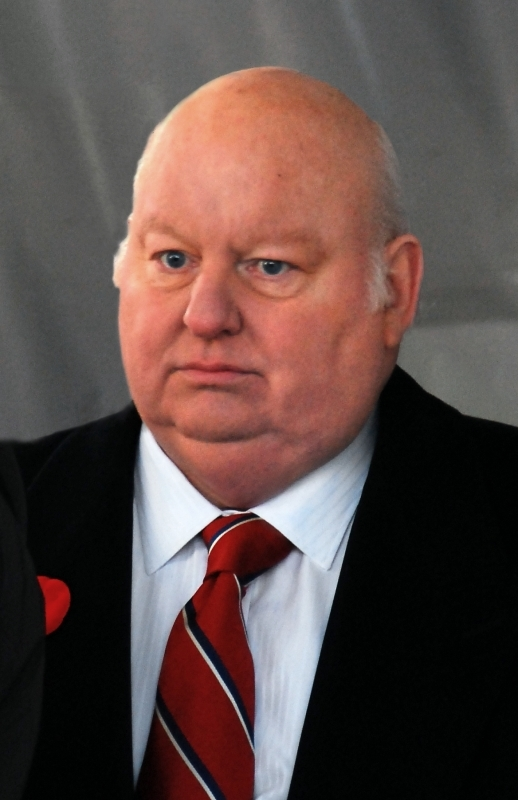
Mike Duffy.

Le procès de Mike Duffy s'ouvre au mois d'août 2015, en pleine campagne électorale. Duffy est accusé de fraude, abus de pouvoir et corruption pour avoir notamment facturé au Sénat des dépenses liées à la campagne de Stephen Harper de 2011 et d'avoir ensuite remboursé le Sénat grâce à un chèque de 90 172 $ que lui a fait le chef de cabinet de Stephen Harper, Nigel Wright.
Durant le procès, les différents témoignages et la diffusion par la GRC des courriels des membres du cabinet du Premier ministre laissent apparaitre que des proches conseillers de Stephen Harper étaient informés de ces agissements et ont tenté, après qu'ils ont été rendus public, de les présenter sous un jour positif,.
Stephen Harper maintient que, malgré l'implication de son entourage direct, il n'a pas été informé du remboursement des frais par un chèque de Nigel Wright. En campagne, le premier ministre refuse de répondre aux questions sur le procès de Mike Duffy.

### Possible coalition
Au cours de la campagne, alors que la plupart des sondages laisse entrevoir qu'aucun parti ne disposera d'assez de sièges pour une majorité, la question d'une coalition est posée aux chefs de parti.
Stephen Harper se déclare tout à fait opposé à une coalition : selon lui, « le parti qui gagne le plus de sièges dans notre système est le parti qui forme le gouvernement ». En 2011, il avait fait campagne en insistant sur la nécessité d'obtenir une majorité pour son parti et en dénonçant le fait que les autres partis pourraient former une coalition pour prendre le pouvoir. Harper déclare que si le Parti conservateur est devancé par un autre parti, même d'un seul siège, il renoncerait au gouvernement.
Ce refus d'une coalition est critiqué par la journaliste Kady O'Malley ou l'universitaire Philippe Lagassé qui signalent que le fait pour plusieurs partis de s'allier pour former une majorité est une procédure possible dans le cadre du parlementarisme canadien.
Justin Trudeau s'est déclaré par le passé ouvert à une coalition libérale-NPD à condition que Thomas Mulcair n'y participe pas mais déclare pendant la campagne que « les Canadiens ne sont pas intéressés par des coalitions formelles » et qu'il ne s'engagerait dans une négociation avec les néo-démocrates.
À l'inverse, Thomas Mulcair se déclare prêt à travailler avec les autres partis pour remplacer le gouvernement conservateur et reproche aux libéraux d'y être fermés.
Mulcair et Trudeau indiquent tous les deux que leur parti respectif ne soutiendrait en aucun cas un gouvernement conservateur minoritaire,. Mulcair indique même qu'il ferait « tout ce qu'il y a à faire » pour que Harper ne soit plus premier ministre après l'élection.
Elizabeth May déclare que, dans le cas où les conservateurs auraient le plus de sièges sans avoir de majorité, elle ne souhaite pas qu'ils restent au pouvoir « simplement parce que le NPD et les libéraux seraient paralysés par leur inimitié partisane » et souhaite que les verts jouent les médiateurs pour une coalition. Pour Gilles Duceppe, « Harper ne sera pas premier ministre, même s'il termine avec le plus de sièges, dans un parlement minoritaire, ».

### Port du niqab lors des cérémonies de naturalisation
Après l’annulation par la Cour fédérale d'un règlement du gouvernement conservateur, interdisant le port du niqab lors des prestations de serment de naturalisation, un débat éclate à ce sujet. Le gouvernement Harper entend porter le cas devant la Cour suprême et annonce vouloir inscrire l'interdiction dans une loi s'il est réélu. Pour Stephen Harper, « Quand les nouveaux citoyens prêtent serment, ils doivent le faire à visage découvert, c'est une question de respect pour nos valeurs fondamentales d'égalité et d'ouverture. » Selon des études d'opinion, cette interdiction du niqab est largement majoritaire chez les Canadiens (82 % s'y disent favorables), et plus encore au Québec (93 %) où ce débat fait écho à celui sur la Charte des valeurs.
Gilles Duceppe décide de faire de la question du niqab un des points centraux de la campagne du Bloc québécois. Il va plus loin que les conservateurs et annonce lors du premier débat en français que le premier acte du Bloc québécois dans le nouveau Parlement sera de déposer un projet de loi interdisant le port du niqab lors de ces cérémonies, mais également lors du vote et dans les services publics. Il se déclare en faveur de l'invocation de la clause nonobstant si une telle loi contrevenait à la Charte canadienne des droits et libertés et attaque frontalement la position du NPD à ce sujet.
En effet, à l'inverse, le NPD considère que ce débat est « une arme de distraction de masse » : pour Thomas Mulcair, « personne ne devrait dire à une femme quoi porter ou quoi ne pas porter ». Selon lui, interdire le niqab est une mauvaise solution car « Si certaines de ces femmes sont opprimées, on doit les aider. Ce n'est pas en les privant de leur citoyenneté canadienne et de leurs droits qu'on va y arriver »,. Dans le même sens, Justin Trudeau pense que ce débat fait partie d'« une politique de peur et de division » : pour le chef libéral, le Canada est « un pays qui protège les droits des minorités », ce qui inclut le droit de porter le niqab.
Selon le ministère de la Citoyenneté et de l'Immigration, sur les quatre dernières années, seules deux femmes ont refusé de se dévoiler soit « 0,000 3 % des nouveaux Canadiens qui ont participé à une cérémonie de prestation de serment. »

### Partenariat transpacifique
Le 5 octobre 2015, une entente sur le partenariat transpacifique (PTP) est annoncée. Stephen Harper qualifie l'annonce de ce traité de libre-échange de « jour historique pour le Canada » tout en assurant que les secteurs ouverts à la concurrence internationale, notamment les agriculteurs, recevront des éléments de compensation pour 4,3 milliards de dollars tout en reconnaissant que certaines industries « devraient s'adapter ».
À l'inverse, le NPD est très critique de cet accord. Pour Thomas Mulcair, « Il sacrifie nos fermes familiales, il abandonne les travailleurs automobiles, il va faire grimper le coût des médicaments ». Il critique par ailleurs le fait que le gouvernement ait signé une entente donc le contenu n'est pas entièrement public en pleine campagne électorale. Les syndicats partagent le scepticisme du NPD, estimant que le traité pourrait entrainer la perte de 2 000 emplois.
Justin Trudeau n'indique pas formellement qu'il soutient le PTP tout en affichant le soutien de principe du Parti libéral au libre-échange et aux accords commerciaux.

### Débats
Traditionnellement, les chefs des principaux partis participent à deux débats lors d'une campagne fédérale — un en anglais et l'autre en français. Ces débats sont organisés par un consortium de radio-télédiffuseurs comprenant la CBC, Radio-Canada, CTV et Global. Toutefois, en mai 2015, les conservateurs ont annoncé ne pas vouloir participer à ces débats pour prendre part à jusqu'à cinq débats organisés de manière indépendante. Le NPD a indiqué que Thomas Mulcair participerait à tous les débats où le premier ministre serait présent. Le chef libéral Justin Trudeau a été invité aux cinq débats confirmés. Le Bloc québécois a confirmé sa participation aux deux débats en français et les verts à ceux organisé par Radio-Canada et Maclean's,. Forces et Démocratie n'a été invité à aucun débat.
Débats confirmés :
| Sujet               | Participants                           | Date              | Organisateur (lieu)                           | Animateur/Modérateur                             | Notes |
| ------------------- | -------------------------------------- | ----------------- | --------------------------------------------- | ------------------------------------------------ | --- |
| Général             | Harper, Mulcair, Trudeau, May          | 6 août 2015       | Maclean's, Rogers, et Citytv (Toronto)        | Paul Wells                                       | Débat en anglais avec traduction en direct en français, italien, mandarin, cantonais et pendjabi. Diffusé sur City, OMNI.1, OMNI.2 et CPAC ; diffusion en ligne sur Macleans.ca, Citytv.com, CityNews.ca, OMNItv.ca, CPAC.ca, Facebook, YouTube et les stations de radio de Rogers. |
| Économie            | Harper, Mulcair, Trudeau               | 17 septembre 2015 | The Globe and Mail et Google Canada (Calgary) | David Walmsley                                   | Débat en anglais. Diffusion en ligne sur le site du Globe and Mail et YouTube avec traduction en direct en français sur CPAC. |
| Général             | Harper, Mulcair, Trudeau, Duceppe, May | 24 septembre 2015 | Radio-Canada et La Presse (Montréal)          | Anne-Marie Dussault, Patrice Roy et Yves Boivert | Débat en français. Diffusé sur Radio-Canada, Télé-Québec et CPAC. Diffusion avec traduction en direct en anglais sur CBC News, CTV News et Global News. En ligne sur le site de Radio-Canada.                                                                                       |
| Politique étrangère | Harper, Mulcair, Trudeau               | 28 septembre 2015 | Munk School of Global Affairs (Toronto)       | Rudyard Griffiths                                | Débat bilingue diffusé sur CPAC. |
| Général             | Harper, Mulcair, Trudeau, Duceppe      | 2 octobre 2015    | TVA (Montréal)                                | Pierre Bruneau                                   | Débat en français diffusé sur TVA, LCN et CPAC. |

## Sondages d'opinion
De mai 2015 au déclenchement de la campagne électorale, les sondages indiquent une course à trois entre les conservateurs, les néo-démocrates et les libéraux, chaque parti se situant autour de 30 %.
Dans la première partie de la campagne, le NPD est généralement donné en tête alors que les conservateurs connaissent un décrochage, à la suite notamment du procès Duffy, mais il est par la suite rattrapé par les autres partis et notamment les libéraux qui gagnent du terrain après les débats des chefs. À la mi-campagne, moins de 5 points séparent les trois partis selon les différents instituts de sondage.
À partir de mi-septembre, le Parti conservateur et le Parti libéral continuent de gagner du terrain sur le NPD, qui chute à la troisième place. Puis, dans les deux semaines qui précèdent le scrutin, les libéraux prennent l'ascendant sur les conservateurs jusqu'à apparaitre nettement en tête à la veille du vote.

## Résultats
Alors que les sondages prédisaient un parlement minoritaire, les résultats sont meilleurs qu'attendus pour le Parti libéral, qui remporte 184 sièges, soit 14 de plus que la majorité absolue et le nombre le plus important de députés pour un parti depuis les élections de 1984. C'est seulement la seconde fois depuis 1925 qu'un parti politique passe de la troisième position au gouvernement. Les libéraux sont en tête dans toutes les provinces sauf l'Alberta et la Saskatchewan, réalisant même un balayage complet des provinces de l'Atlantique. C'est la première fois depuis 1980 que le Parti libéral remporte le plus de sièges au Québec qui fut son bastion tout au long du XXe siècle. Les libéraux remportent par ailleurs la totalité des sièges de Toronto et sont le seul parti ayant des députés dans toutes les provinces.
À l'inverse, avec 99 sièges, le Parti conservateur devient l'opposition officielle après neuf années au pouvoir. S'ils réussissent, grâce à la baisse du NPD, à gagner 12 sièges au Québec, les conservateurs baissent partout ailleurs.
Avec 44 députés, le NPD réalise le second meilleur résultat de son histoire mais il s'agit d'une forte déception après le résultat de 2011, quand 103 députés néo-démocrates ont été élus. Le parti perd plus de la moitié de son caucus, y compris dans des circonscriptions réputés sûres où se présentaient des têtes d'affiche du parti, tels Toronto—Danforth ou Halifax. Les néo-démocrates redeviennent le troisième parti à la Chambre des députés après une décennie de progression constante. Le NPD remporte 16 sièges au Québec, une baisse forte par rapport à 2011 mais qui démontre l'implantation de certains députés dans une province où le parti a longtemps été inexistant. Par ailleurs, avec 3 députés en Saskatchewan, le NPD se réimplante dans la province qui fut son bastion historique.
Avec 10 sièges, le Bloc québécois profite de la baisse du NPD au Québec mais il ne recueille que 19,3 % des voix dans la province, encore moins qu'en 2011. Il s'agit de la pire performance réalisé par un parti souverainiste.
Enfin, le Parti vert reste représenté par sa seule chef Elizabeth May, largement réélue dans Saanich—Gulf Islands.
Avec 68,5 %, la participation bondit de plus de 7 points.

Carte des circonscriptions.
Répartition des voix.
Sièges à la Chambre des communes à l'issue de l'élection.

### Résultats fédéraux
|                                                                                 |                                          |                               |           |        |         |        |                   |          |            |            |         |             |
| Parti                                                                           | Parti                                    | Chef                          | Candidats | Sièges | Sièges  | Sièges | Sièges            | Sièges   | Voix       | Voix       | Voix    | Voix        |
| Parti                                                                           | Parti                                    | Chef                          | Candidats | 2011   | Dissol. | 2015   | diff. (dep. 2011) | % sièges | Voix       | Voix diff. | %       | diff. (pts) |
|                                                                                 | Parti libéral                            | Justin Trudeau                | 338       | 34     | 36      | 184    | +150              | 54,44 %  | 6 930 136  | +4 146 961 | 39,47 % | +20,56 %    |
|                                                                                 | Parti conservateur                       | Stephen Harper                | 338       | 166    | 159     | 99     | -67               | 29,29 %  | 5 600 496  | -231 905   | 31,89 % | -7,73 %     |
|                                                                                 | Nouveau Parti démocratique               | Thomas Mulcair                | 338       | 103    | 95      | 44     | -59               | 13,02 %  | 3 461 262  | -1 047 212 | 19,71 % | -10,92 %    |
|                                                                                 | Bloc québécois                           | Gilles Duceppe                | 78        | 4      | 2       | 10     | +6                | 2,96 %   | 818 652    | -71 136    | 4,66 %  | -1,38 %     |
|                                                                                 | Parti vert                               | Elizabeth May                 | 336       | 1      | 2       | 1      | ±0                | 0,3 %    | 605 864    | +29 643    | 3,45 %  | -0,46 %     |
|                                                                                 | Indépendant et sans étiquette            | Indépendant et sans étiquette | 80        | —      | 8       | 0      | —                 | —        | 49 905     | -22 826    | 0,28 %  | -0,21 %     |
|                                                                                 | Parti libertarien                        | Timothy P. Moen               | 72        | —      | —       | 0      | -                 | —        | 37 407     | +31 390    | 0,21 %  | +0,17 %     |
|                                                                                 | Parti de l'héritage chrétien             | Rodney L. Taylor              | 30        | —      | —       | —      | —                 | —        | 15 284     | -3 934     | 0,08 %  | -0,05 %     |
|                                                                                 | Parti marxiste-léniniste                 | Anna Di Carlo                 | 70        | —      | —       | 0      | —                 | —        | 9 105      | -1 055     | 0,05 %  | -0,02 %     |
|                                                                                 | Forces et Démocratie                     | Jean-François Fortin          | 17        | 0      | 2       | 0      | —                 | —        | 8 298      | -          | 0,05 %  | -           |
|                                                                                 | Parti Rhinocéros                         | Sébastien Corriveau           | 27        | —      | —       | —      | —                 | —        | 7 349      | +3 530     | 0,04 %  | +0,01 %     |
|                                                                                 | Parti progressiste                       | Sinclair M. Stevens           | 8         | —      | —       | —      | —                 | —        | 4 472      | -1 366     | 0,03 %  | -0,01 %     |
|                                                                                 | Parti communiste                         | Miguel Figueroa               | 26        | —      | —       | —      | —                 | —        | 4 382      | +1 457     | 0,02 %  | 0 %         |
|                                                                                 | Animal Alliance                          | Liz White                     | 8         | —      | —       | —      | —                 | —        | 1 761      | +310       | 0,01 %  | 0 %         |
|                                                                                 | Parti marijuana                          | Blair T. Longley              | 8         | —      | —       | —      | —                 | —        | 1 626      | -238       | 0,01 %  | 0 %         |
|                                                                                 | Parti pour l'avancement de la démocratie | Stephen J. Garvey             | 4         | —      | —       | —      | —                 | —        | 1 187      | —          | 0,1 %   | —           |
|                                                                                 | Parti pirate                             | Roderick Lim                  | 5         | —      | —       | —      | —                 | —        | 906        | -2 292     | 0,01 %  | -0,01 %     |
|                                                                                 | Action canadienne                        | Jeremy E. Arney               | 3         | —      | —       | —      | —                 | —        | 429        | -1 601     | 0,00 %  | -0,01 %     |
|                                                                                 | Parti Canada                             | James K. Pankiw               | 1         | —      | —       | —      | —                 | —        | 270        | —          | 0,00 %  | —           |
|                                                                                 | Alliance du Nord                         | François Bélanger             | 1         | —      | —       | —      | —                 | —        | 136        | —          | 0,00 %  | —           |
|                                                                                 | Parti des aînés du Canada                | Daniel J. Patton              | 1         | —      | —       | —      | —                 | —        | 158        | —          | 0,00 %  | —           |
|                                                                                 | Parti pour nouer des liens               | David Berlin                  | 1         | —      | —       | —      | —                 | —        | 121        | —          | 0,00 %  | —           |
|                                                                                 | Parti pour la responsabilisation         | Michael Nicula                | 1         | —      | —       | —      | —                 | —        | 90         | —          | 0,00 %  | —           |
|                                                                                 | Parti uni                                | Bob Kesic                     | 1         | —      | —       | —      | —                 | —        | 57         | -237       | 0,00%   | -0,00 %     |
|                                                                                 | Vacant                                   | Vacant                        | Vacant    | Vacant | 4       |        |                   |          |            |            |         |             |
| Total                                                                           | Total                                    | Total                         | 1 792     | 308    | 308     | 338    | ±9,74 %           | 100,0 %  | 17 559 353 | +2 838 773 | 100 %   |             |
| Source : Liste des candidats confirmés, Résultats du soir d'élection - National |                                          |                               |           |        |         |        |                   |          |            |            |         |             |

| Parti | Parti          | 2011 (redist.) | Gains et pertes | Gains et pertes | Gains et pertes | Gains et pertes | Gains et pertes | 2015 |
| Parti | Parti          | 2011 (redist.) | LIB             | CON             | NPD             | BQ              | VRT             | 2015 |
| ----- | -------------- | -------------- | --------------- | --------------- | --------------- | --------------- | --------------- | ---- |
|       | Libéral        | 36             |                 | 96              | 51              | 1               |                 | 184  |
|       | Conservateur   | 188            | -96             |                 | -3              |                 |                 | 99   |
|       | NPD            | 109            | -51             | 3               |                 | -7              |                 | 44   |
|       | Bloc québécois | 4              | -1              |                 | 7               |                 |                 | 10   |
|       | Vert           | 1              |                 |                 |                 |                 |                 | 1    |
| Total | Total          | 338            | 148             | -99             | -55             | 6               |                 | 338  |

### Résultats provinciaux
| Parti | Parti          | Parti  | CB   | AB   | SK   | MB   | ON   | QC   | NB   | NÉ   | ÎPÉ  | TNL  | YT   | NT   | NU   | Total |
| ----- | -------------- | ------ | ---- | ---- | ---- | ---- | ---- | ---- | ---- | ---- | ---- | ---- | ---- | ---- | ---- | ----- |
|       | Libéral        | Sièges | 17   | 4    | 1    | 7    | 80   | 40   | 10   | 11   | 4    | 7    | 1    | 1    | 1    | 184   |
| Voix  | Libéral        | 35,2   | 24,6 | 23,9 | 44,6 | 44,8 | 35,7 | 51,6 | 61,9 | 58,3 | 64,5 | 53,6 | 48,3 | 47,2 | 39,5 |       |
|       | Conservateur   | Sièges | 10   | 29   | 10   | 5    | 33   | 12   | 0    | 0    | 0    | 0    | 0    | 0    | 0    | 99    |
| Voix  | Conservateur   | 30,0   | 59,5 | 48,5 | 37,3 | 35,0 | 16,7 | 25,3 | 17,9 | 19,3 | 10,3 | 24,0 | 18,0 | 24,8 | 31,9 |       |
|       | NPD            | Sièges | 14   | 1    | 3    | 2    | 8    | 16   | 0    | 0    | 0    | 0    | 0    | 0    | 0    | 44    |
| Voix  | NPD            | 25,9   | 11,6 | 25,1 | 13,8 | 16,6 | 25,4 | 18,3 | 16,4 | 16,0 | 21,0 | 19,5 | 30,8 | 26,5 | 19,7 |       |
|       | Bloc québécois | Sièges |      |      |      |      |      | 10   |      |      |      |      |      |      |      | 10    |
| Voix  | Bloc québécois |        |      |      |      |      | 19,3 |      |      |      |      |      |      |      | 4,7  |       |
|       | Vert           | Sièges | 1    | 0    | 0    | 0    | 0    | 0    | 0    | 0    | 0    | 0    | 0    | 0    | 0    | 1     |
| Voix  | Vert           | 8,2    | 2,5  | 2,1  | 3,2  | 2,9  | 2,3  | 4,6  | 3,4  | 6,0  | 1,1  | 2,9  | 2,8  | 1,5  | 3,4  |       |
|       | Indépendants   | Voix   | 0,1  | 0,8  | 0,2  | 0,6  | 0,2  | 0,1  | 0,1  | 0,3  |      | 2,9  |      |      |      | 0,2   |
| Total | Total          | Total  | 42   | 34   | 14   | 14   | 121  | 78   | 10   | 11   | 4    | 7    | 1    | 1    | 1    | 338   |

## Suites
Après l'élection, le premier ministre sortant Stephen Harper communique au gouverneur général son intention de démissionner. Cette démission intervient le 4 novembre 2015, juste avant l'assermentation de Justin Trudeau comme 23e premier ministre du Canada à Rideau Hall. Le conseil des ministres est assermenté le même jour. Il comporte 25 membres à parité femmes-hommes.
De plus, le soir de l'élection, le Parti conservateur a annoncé que Stephen Harper démissionne de son poste de chef mais demeure député d'arrière-ban. Le caucus du parti élit Rona Ambrose comme chef intérimaire le 5 novembre 2015 dans l'attente d'une course à la chefferie.
Le 22 octobre 2015, Gilles Duceppe démissionne également de la tête du Bloc québécois. Rhéal Fortin assure l'intérim.
À l'inverse, Thomas Mulcair se maintient à la tête du NPD mais, au congrès du parti d'avril 2016 une majorité des délégués vote en faveur d'un changement de chef.

## Chronologie
- 2 août 2015 : proclamation de la dissolution de la 41e législature par le gouverneur général sur demande du premier ministre Stephen Harper : début d'une campagne de 78 jours — la plus longue de l'histoire moderne du Canada.
- 6 août 2015 : débat des chefs en anglais organisé par Maclean's, Rogers, et Citytv.
- 17 septembre 2015 : débat des chefs en anglais sur l'économie, organisé par The Globe and Mail et Google Canada.
- 24 septembre 2015 : débat des chefs en français organisé par Radio-Canada et La Presse.
- 28 septembre 2015 : date limite pour le dépôt des bulletins de candidature ; débat des chefs bilingue sur la politique internationale organisé par la Munk School of Global Affairs.
- 30 septembre 2015 : publication de la liste définitive des candidats.
- 2 octobre 2015 : débat des chefs en français organisé par TVA.
- 9 au 12 octobre 2015 : vote par anticipation.
- 19 octobre 2015 : jour de l'élection. Démission de Stephen Harper de la direction du Parti conservateur.
- 22 octobre 2015 : démission de Gilles Duceppe de la direction du Bloc québécois.
- 4 novembre 2015 : assermentation du nouveau conseil des ministres.
- 9 novembre 2015 : date limite pour le retour des brefs d’élection.
- 16 novembre 2015 : date prévue pour la première réunion de la 42e législature.